# Allium columbianum
Allium columbianum — вид трав'янистих рослин родини амарилісові (Amaryllidaceae), ендемік північного заходу США.

## Опис
Цибулин 1–5+, яйцюваті, 1–1.5 × 0.8–1.4 см; зовнішні оболонки містять 1 або більше цибулин, сіруватого або коричнюватого забарвлення; внутрішні оболонки від білого до рожевого забарвлення. Листки як правило, стійкі, зелені в період цвітіння, 2, листові пластини плоскі, широко жолобчасті, 10–35 см × (2)5–8 мм, краї цілі. Стеблина стійка, поодинока, прямостійна, (10)20–30(40) см × 1.5–4 мм. Зонтик стійкий, прямостійний, компактний, 25–50-квітковий, півсферичний до кулястого, цибулинки невідомі. Квіти ± зірчасті, (6)7–8(10) мм; листочки оцвітини розлогі, від світло-рожевого до пурпурного кольору з чітко вираженими зеленими серединними жилками, вузько ланцетоподібні, ± рівні, краї цілі, верхівки загострені. Пиляки синьо-сірі; пилок від світло-блакитного до сірого кольору. Насіннєвий покрив блискучий. 2n = 14.
Цвітіння: травень — липень.

## Поширення
Поширений у штатах Айдахо, Монтана, Вашингтон (США).
Населяє зимово-вологі, неглибокі ґрунти на скельних відслоненнях або вологі луки; 300–1100 м.